# ابراهیم ابو لغد
ابراهیم ابو الغد (عربی: إبراهيم أبو لغد؛ زاده: ۱۵ فوریه ۱۹۲۹–۲۳ مه ۲۰۰۱) وی استاد علوم سیاسی در یک دانشگاه آمریکایی فلسطینی بود و همچنین رئیس دانشکده علوم سیاسی در دانشگاه شمال غربی بود.
«ادوارد سعید» او را به عنوان «برجسته‌ترین اندیشمند فلسطین» توصیف کرد. رشید خالدی او را نخستین دانشمند عرب آمریکایی دانست که به‌طور جدی بر دیدگاه آمریکایی‌ها و دانشمندان علوم سیاسی در خاورمیانه تأثیر می‌گذارد.

## زندگی‌نامه
ابو الغد در ۱۵ فوریه ۱۹۲۹ درمحله المنشیه در شهر یافا متولد شد؛ در دوران قیومیت بریتانیا بر فلسطین در آنجا بزرگ شد. در سال ۱۹۴۸، او به ایالات متحده مهاجرت کرد، جایی که بعدها شهروند آنجا شد. وی قبل از احراز مدرک دکترای فلسفه در مطالعات خاورمیانه از دانشگاه پرینستون در سال ۱۹۵۷ در دانشگاه ایلینوی به تحصیل در رشته هنر پرداخت.

## زندگی سیاسی
ابو الغد چندین سال به عنوان سخنران و نویسنده در دفاع از مسائل عرب، به ویژه در مورد فلسطین فعال بوده‌است. در سال ۱۹۷۷، او به عنوان عضو شورای ملی فلسطین (مجلس فلسطین در خارج از کشور) انتخاب شد. مدت کوتاهی پس از آن، او شروع به اجرای پروژه دانشگاه آزاد فلسطین در بیروت تحت حمایت یونسکو کرد؛ اما این پروژه در آن زمان به دلیل حمله اسرائیل به لبنان اجرا نشد. او در سال ۱۹۹۱ از شورای ملی فلسطین استعفا داد و یکی از فعالترین دانشگاهیان و اعراب در انجمن‌های سیاسی آمریکا پس از ۱۹۶۷ بود.

## زندگی خانوادگی
ابو الغد در سال ۱۹۵۱ با «جانت لیپمن» ازدواج کرد، او یک تحصیل کرده و دارای یک کتاب مشهور دربارهٔ قاهره بود؛ او سه دختر بنام‌های «لیلا، مریم و دینا و یک پسر بنام جواد» داشت، ازدواج آنها در سال ۱۹۹۱ با طلاق پایان یافت. در زمان وفات، وی شش نوه داشت.

## درگذشت
وی در شهر رام‌الله در ۲۳ می ۲۰۰۱ درگذشت و در زادگاهش شهر یافا به خاک سپرده شد.